# Сегедински санџак
Сегедински санџак је био једна од административних јединица Османског царства. Формиран је у 16. веку и већим делом се налазио на подручју Бачке. У почетку, Сегедински санџак је припадао Будимском пашалуку, али је у 17. веку прикључен Јегарском пашалуку. Управно седиште Сегединског санџака био је град Сегедин.

## Управна подела
Сегедински санџак је био подељен у неколико нахија: 
1. Сегедин (Segedin)
2. Суботица (Sobotka)
3. Баја (Baya)
4. Сомбор (Sonbor)
5. Бач (Baç)
6. Тител (Titel)
7. Kaloča (Kalacsa)
8. Solt (Sót)

## Бегови (управници) санџака
- Хасан паша Предојевић (1592) [мртва веза]